# Karin Kauertz
Karin Kauertz (* 11. Januar 1953 in Oldenburg) ist eine bremische Politikerin (SPD) und war Abgeordnete in der Bremischen Bürgerschaft.

## Biografie

### Ausbildung und Beruf
In den Jahren 1959 bis 1968 besuchte Kauertz die Volksschule mit Förderstufe Staakenweg in Oldenburg und 1968/1969 die Städtische Handelslehranstalten Oldenburg. Von November 1969 bis März 1974 war sie Bürogehilfin und Verkäuferin in einer Musikalienhandlung. Vom Januar bis September 1975 war sie Bürogehilfin bei einem Patentanwalt und von Mai 1976 bis Juli 1985 Kontoristin bei einem Druckerei- und Vertriebsunternehmen. Von Juli 1986 bis Juli 1988 war Karin Kauertz Verwaltungsangestellte der Sozialversicherungsanstalt und von November 1988 bis April 1989 
Verkaufssachbearbeiterin bei einer Übungsfirma. Von Juli 1998 bis März 1999 war sie dann kaufmännische Angestellte im Bereich Schreibwaren und Geschenkartikel.

### Politik
Seit dem Jahr 1978 ist Kauertz Mitglied der Gewerkschaft IG Medien (heute Ver.di) und seit 1986 Mitglied der SPD. 
In den Jahren 1999 bis 2011 war sie Mitglied der Bremischen Bürgerschaft und gehörte seit 2003 dem Fraktionsvorstand der SPD-Bürgerschaftsfraktion an. In der Bürgerschaft war sie Mitglied der Betriebsausschüsse von GeoInformation, KiTa Bremen und Umweltbetrieb Bremen, der Ausschüsse für Jugendhilfe, Petitionen und Rechnungsprüfung sowie des Landesbeirats für Sport. Außerdem gehörte sie der Deputation für Bildung an. 
Im Juni 2025 gehörte Kauertz zu den Erstunterzeichnern eines SPD-internen so genannten Manifests, in dem ein grundlegender Wandel in der deutschen Sicherheits- und Außenpolitik gefordert wird. In dem Papier wird der Aufwuchs der Bundeswehr kritisiert und Friedensgespräche mit der russischen Staatsführung gefordert.

### Ehrenämter
Kauertz war stellvertretende Vorsitzende des Stiftungsrates der Bürgerstiftung Bremen.